# کوه پس
کوه پس، روستایی از توابع بخش دیلمان شهرستان سیاهکل در استان گیلان ایران است.

## وجه تسمیه
«کوه» از ریشه‌ای آمده که به معنی بلندی، ارتفاع و جای بلند است.
درفرهنگ مردم دیلمی ، کوه نماد استواری، پایداری، و بزرگی است و در بسیاری از اشعار، ادبیات شفاهی، و ترانه‌های جنوب گیلان، کوه یا نماد غرور، مقاومت و طبیعت زنده است.و ریشه‌ی "پس" از واژه‌ی پهلوی "pās" به معنی نگهبانی، هست.

## جمعیت
این روستا در دهستان دیلمان قرار دارد و براساس سرشماری مرکز آمار ایران در سال ۱۳۸۵، جمعیت آن ۵۵۳ نفر (۱۵۶خانوار) بوده‌است. مردم کوه پس از تبار دیلمیان هستند 